# Чифлик махале
Чифлик махале или Буюк чифлик (на гръцки: Μεσοχώρι, Месохори или Μεσόχωρον, Месохорон, на катаревуса: Μεσοχώριον, Месохорион, до 1927 година Τσιφλίκ Μαχαλέ, Цифлик Махале) е село в Република Гърция, разположено на територията на дем Бук.

## География
Селото е разположено на 140 m надморска височина, на 2 km западно от демовия център Бук (Паранести).

## История
Селото остава в Гърция след Междусъюзническата война в 1913 година. В преброяването от 1913 година е броено към Бук. В 1927 година селото е прекръстено на Месохорион. В 1928 година селото е изцяло бежанско с 28 бежански семейства със 106 души.
Населението произвежда тютюн, жито, градинарски и други земеделски култури, а се занимава частично и със скотовъдство.
| Година    | 1913 | 1920 | 1928 | 1940 | 1951 | 1961 | 1971 | 1981 | 1991 | 2001 | 2011 | 2021 |
| --------- | ---- | ---- | ---- | ---- | ---- | ---- | ---- | ---- | ---- | ---- | ---- | ---- |
| Население |      | 125  | 137  | 257  | 433  | 260  | 220  | 168  | 280  | 228  | 105  | 90   |

## Личности
Родени в Чифлик махале
- Димитриос Гузимбас (Δημήτριος Γκουζίμπας), гръцки андартски деец от ІІІ ред[4]